# 86a Brigada Mixta (Exèrcit Popular de la República)
La 86a Brigada Mixta va ser una de les Brigades Mixtes creades per l'Exèrcit Popular de la República per a la defensa de la Segona República Espanyola durant la Guerra Civil Espanyola. El gener de 1938 es va reorganitzar profundament i es va convertir en una Brigada Internacional composta de 2.338 interbrigadistes, encara que només duraria com a tal fins a l'1 d'octubre del mateix any.

## Historial

### Primera etapa
A la fi de 1936 es va crear l'anomenada «Brigada mòbil de Puertollano», manada pel tinent coronel d'infanteria Ernesto Martín del Castillo. La brigada estava composta per dos batallons de Carrabiners de Requena i Castelló de la Plana, el Batalló «Pablo Iglesias núm. 2» de València i un altre batalló de Carrabiners que se'ls va unir a Linares.
Al març de 1937 es va transformar en la 86a Brigada Mixta per al que va cedir un dels batallons de Carrabiners que va ser reemplaçat pel 20è batalló internacional. El cap de la nova unitat va ser el Major de milícies italià Aldo Morandi, rellevat en el comandament del 20è Batalló pel coronel mexicà Juan Bautista Gómez, mentre que el cap d'Estat Major va ser el major Fritz Schiller. La Brigada es va integrar en la 24a Divisió. La unitat va ser enviada com a reforç per a actuar en la batalla de Pozoblanco. El 10 de març, va tenir una actuació poc honrosa a Sierra Mulva i, del 27 de març al 13 d'abril, va intervenir en les operacions sobre Peñarroya-Pueblonuevo, atacant Pozoblanco a l'ala esquerra del dispositiu. El 22 d'agost, va tornar a patir un crebant a Puerto de San Vicente i, del 18 al 20 d'octubre, va defensar la Sierra de la Noria.
Al desembre va passar a la 63a Divisió del VIII Cos d'Exèrcit i va atacar la Granja de Torrehermosa, on va sofrir un gran nombre de baixes, per la qual cosa va ser rellevada i enviada a Villanueva de Córdoba per a la seva reorganització. Per aquestes dates la Brigada va veure seriosament afectada per les desercciones.

### Reorganització
El gener de 1938, com a resultat d'una profunda reestructuració, el 20è batalló internacional es va desdoblegar en tres batallons (20è, 21è i 22è), cedint la brigada dos batallons de carrabiners a la 222a Brigada Mixta; com a únic batalló espanyol va quedar el «Pablo Iglesias». Així la unitat es va convertir en una Brigada internacional més amb 2.338 interbrigadistes, dels quals 57 eren caps i oficials i 29 suboficials. Els comandaments dels batallons van quedar en mans dels Majors de milícies Ernst Dudel, Paul Odpadlik, Cuni Bernhardt i Adolf Rach, mentre que la Companyia de metralladores va quedar sota la direcció de Georg Prunzings. Va tornar a la primera línia en la Serra del Castanyer i Peña de l'Àguila, rellevant a la 103a Brigada Mixta. Va actuar, a continuació, atacant Villafranca de Córdoba i cobrint el front en les posicions de Guadalmellato i Miradero. No obstant això, com a part de l'acord per a la retirada dels Brigadistes internacionals, l'1 d'octubre de 1938 van ser retirats els membres internacionals, sent substituïts pels batallons 333è, 334è, 335è i 336è de reemplaçament.

### Últims mesos
La direcció de la Brigada va passar al Major de milícies Lino Carrasco Ortiz, encara que per poc temps, ja que un mes més tard aquest va ser reemplaçat pel Major de milícies Ramón Lleida Gómez. Es va mantenir pràcticament inactiva fins que el va sorprendre el final de la guerra al març de 1939.

## Comandaments
Comandants
- Tinent coronel d'infanteria Ernesto Martín del Castillo;
- Major de milícies Aldo Morandi;
- Major de milícies Ernst Dudel;
- Major de milícies Lino Carrasco Ortiz;
- Major de milícies Ramón Lleida Gómez;

Comissaris
- José Sánchez;